# Shelley, Suffolk
Shelley är en by (village) och en civil parish i Babergh, Suffolk i sydöstra England. Orten har 66 invånare (2001). Den har en kyrka.